# Liste des résolutions du Conseil de sécurité des Nations unies sur l'Éthiopie
Cet article dresse une liste des résolutions du Conseil de sécurité des Nations unies concernant l'Éthiopie.

## Éthiopie
En forme longue la république fédérale démocratique d'Éthiopie, en amharique Ītyōṗṗyā , ኢትዮጵያ et ye-Ītyōṗṗyā Fēdēralāwī Dīmōkrāsīyāwī Rīpeblīk , የኢትዮጵያ ፌዴራላዊ ዲሞክራሲያዊ ሪፐብሊክ
L'Éthiopie est membre fondateur de l'organisation des Nations unies.
- Résolution 1044 : lettre datée du 9 janvier 1996, adressée au président du Conseil de sécurité par le représentant permanent de l’Éthiopie auprès de l’Organisation des Nations unies concernant l’extradition des suspects recherchés pour la tentative d’assassinat du président de la république arabe d’Égypte à Addis-Abeba (Éthiopie), le 26 juin 1995 (S/1996/10)
- Résolution 1054 : lettre datée du 9 janvier 1996, adressée au président du Conseil de sécurité par le représentant permanent de l’Éthiopie auprès de l’Organisation des Nations unies concernant l’extradition des suspects recherchés pour avoir participé à la tentative d’assassinat du Président de la république arabe d’Égypte à Addis-Abeba (Éthiopie), le 26 juin 1995 (S/1996/10)
- Résolution 1070 : lettre datée du 9 janvier 1996, adressée au président du Conseil de sécurité par le représentant permanent de l’Éthiopie auprès de l’Organisation des Nations unies concernant l’extradition des suspects recherchés pour l’attentat dont le président de la république arabe d’Égypte a été la cible le 26 juin 1995 à Addis-Abeba (Éthiopie)
- Résolution 1177 : la situation entre l'Érythrée et l'Éthiopie.
- Résolution 1226 : la situation entre l'Érythrée et l'Éthiopie
- Résolution 1227 : la situation entre l'Éthiopie et l'Érythrée
- Résolution 1297 : situation entre l'Érythrée et l'Éthiopie.
- Résolution 1298 : situation entre l'Érythrée et l'Éthiopie.
- Résolution 1312 : situation entre l'Érythrée et l'Éthiopie.
- Résolution 1320 : situation entre l'Érythrée et l'Éthiopie.
- Résolution 1344 : la situation entre l'Érythrée et l'Éthiopie.
- Résolution 1369 : la situation entre l'Érythrée et l'Éthiopie.
- Résolution 1372 : sur la résolution 1054 du Conseil de sécurité, en date du 26 avril 1996 (lettre datée du 9 janvier 1996, adressée au président du Conseil de sécurité par le représentant permanent de l’Éthiopie auprès de l’Organisation des Nations unies concernant l’extradition des suspects recherchés pour avoir participé à la tentative d’assassinat du président de la république arabe d’Égypte à Addis-Abeba (Éthiopie), le 26 juin 1995 (S/1996/10)).
- Résolution 1398 : la situation entre l'Érythrée et l'Éthiopie.
- Résolution 1430 : la situation entre l'Érythrée et l'Éthiopie.
- Résolution 1434 : la situation entre l'Érythrée et l'Éthiopie.
- Résolution 1466 : la situation entre l'Éthiopie et l'Érythrée.
- Résolution 1507 : la situation entre l'Érythrée et l'Éthiopie.
- Résolution 1531 : la situation entre l'Érythrée et l'Éthiopie.
- Résolution 1560 : la situation entre l'Érythrée et l'Éthiopie.
- Résolution 1586 : la situation entre l’Érythrée et l’Éthiopie.
- Résolution 1622 : la situation entre l’Érythrée et l’Éthiopie.
- Résolution 1640 : la situation entre l’Érythrée et l’Éthiopie.
- Résolution 1661 : la situation entre l’Érythrée et l’Éthiopie.
- Résolution 1678 : la situation entre l’Érythrée et l’Éthiopie.
- Résolution 1681 : la situation entre l’Érythrée et l’Éthiopie.
- Résolution 1710 : la situation entre l’Érythrée et l’Éthiopie.
- Résolution 1741 : la situation entre l’Éthiopie et l’Érythrée.
- Résolution 1767 : la situation entre l’Éthiopie et l’Érythrée.
- Résolution 1798 : la situation entre l’Érythrée et l’Éthiopie.
- Résolution 1827 : la situation entre l’Érythrée et l’Éthiopie.